# Katie Heenan
Katie Heenan, (Indianápolis, 26 de novembro de 1986) é uma ex-ginasta norte-americana que competiu em provas de ginástica artística.
Katie fez parte da equipe norte-americana que disputou o Mundial de Gante, em 2001, na Bélgica.

## Carreira
Nascida em Indianápolis, é filha de John e Lisa Heenan. Iniciou no desporto, ainda criança, inspirada nas compatriotas ginastas Amanda Borden e Kim Zmeskal. Em 1998, aos doze anos, disputou o Nacional Júnior, no qual só foi sexta na trave de equlíbrio. No ano seguinte, um lesão afastou-a do desporto, retornando então, apenas em 2000. No ano posterior, disputou o U.S Classic, somando 35,575 pontos, encerrou na quarta colocação, em prova vencida pela companheira de seleção, Tasha Schwikert. No Nacional Americano, fora medalhista de ouro nas barras assimétricas, o bronze no solo e a sexta colocação no individual geral.
Ainda em 2001, disputou o Mundial de Gante. Nele, ao lado de Tasha Schwikert, Mohini Bhardwaj, Rachel Tidd, Tabitha Yim e Ashley Miles, conquistou a medalha de bronze na prova coletiva, superada pela equipe romena e russa, ouro e prata, respectivamente. Por aparatos, fora novamente medalhista de bronze nas paralelas assimétricas, superada pela neerlandesa Renske Endel e pela russa Svetlana Khorkina. Lesionada, Katie só retornou as competições nacionais em 2003, disputando o Nacional Americano, no qual saiu vitoriosa nas barras assimétricas e sétima colocada no concurso geral. Em 2004, disputou o Amerian Classic. Nele, conquistou a medalha de ouro na prova individual, somando 37,150 pontos. No Pré-Olímpico, fora 16ª colocada na prova geral. Após, abandonou a elite sênior do país, e matriculou-se na Universidade de Geórgia, passando a competir no NCAA Championships.
Em 2005, disputou o primeiro evento do NCAA. Nele, conquistou a medalha de ouro na disputa por equipes. No ano posterior, novamente na disputa colegial, fora campeã por equipes, e quarta colocada nas barras. Em 2007, fora tricampeã na prova coletiva. Em 2008, após vencer pela quarta vez a disputa por equipes, Katie recebeu o Prêmio Honda de Ginástica, sendo a sétima ginasta da universidade a receber tal distinção. Após, anunciou oficialmente sua aposentadoria do desporto.

## Principais resultados
| Ano  | Evento                                    | AA              | Equipe            | Salto sobre o cavalo | Trave           | Barras assimétricas | Solo              |
| ---- | ----------------------------------------- | --------------- | ----------------- | -------------------- | --------------- | ------------------- | ----------------- |
| 1998 | Campeonato Nacional Americano (júnior)    | 10º             |                   | 8º                   | 6º              |                     |                   |
| 2000 | Campeonato Nacional Americano (júnior)    | 9º              |                   |                      | 7º              | 4º                  |                   |
| 2001 | US Classic                                | 4º              |                   |                      |                 | Medalha de ouro     |                   |
| 2001 | Campeonato Nacional Americano             | 6º              |                   |                      |                 | Medalha de ouro     | Medalha de bronze |
| 2001 | Campeonato Mundial de Ginástica Artística |                 | Medalha de bronze |                      |                 | Medalha de bronze   |                   |
| 2002 | US Classic                                |                 |                   |                      |                 | Medalha de ouro     |                   |
| 2003 | Campeonato Nacional Americano             | 7º              |                   |                      | 8º              | Medalha de ouro     |                   |
| 2004 | American Classic                          | Medalha de ouro |                   |                      | Medalha de ouro | Medalha de ouro     |                   |
| 2004 | Campeonato da Aliança do Pacífico         |                 | Medalha de ouro   |                      |                 | Medalha de ouro     |                   |
| 2005 | NCAA Championships                        | 5º              | Medalha de ouro   | 7º                   |                 |                     |                   |
| 2006 | NCAA Championships                        | 11º             | Medalha de ouro   |                      |                 | 4º                  |                   |
| 2007 | NCAA Championships                        |                 | Medalha de ouro   |                      |                 |                     |                   |
| 2008 | NCAA Championships                        |                 | Medalha de ouro   |                      |                 |                     |                   |